# Slayers
Slayers (japonsky スレイヤーズ, Sureijázu) je japonská akční komediální série light novel napsaných Hadžime Kanzakou, vyprávějící o dobrodružství mladé čarodějky Liny Inverse a jejího partnera Gourryho Gabrieva. Na původní sérii light novel později navázalo několik dalších manga titulů, televizních anime sérií, OVA o kreslených filmů nebo her pro herní konzoli PlayStation. V Česku odvysílaly první řadu anime seriálu pod názvem Slayers – Lina, postrach banditů televizní stanice A+ (později Animax) a AXN Sci-Fi. V USA byla manga licencována společností CPM Manga.

## Postavy
Lina Inverse
Lina Inverse je hlavní postavou Slayers. Je mladá (17), ale velmi mocná čarodějka, zaměřená na černou a šamanistickou magii. Má zrzavé vlasy, je poměrně malá a nespokojená s velikostí svých vnad. Na poznámky ohledně svého vzhledu tak reaguje více než agresivně. Možná i víc než magie jí zajímá jídlo (dokáže ho sníst neuvěřitelné množství a zajímá ji nejen kvantita, ale i speciality) a zlato (a jiné cennosti). Je známým postrachem banditů – vypátrá lupičskou bandu, zneškodní každého, kdo neuteče dostatečně rychle, poté sebere jejich lup a odejde. V rámci této činnosti si také vysloužila přezdívku „postrach banditů“. Krom banditů se orientuje na příležitostné úkoly za (zpravidla tučnou) odměnu, jako je likvidace příšer, draků a ochrana před nimi, díky čemuž si vysloužila další přezdívku Strašák draků. Lina je ovšem taky magnet na průšvihy a díky její prchlivosti a s tím spojené zálibě v destrukci za účelem potrestání nebo pomsty se jí podaří dostatečně zdevastovat samotné město nebo vesnici, kterou měla ochránit. V těchto případech ten, koho se má zbavit, ji namíchne natolik, že už zbývá jediné, Linino oblíbené kouzlo, které Linu dostatečně uklidní – Dračí binec (v originále Doragu sureibu). Kouzlo, pomocí kterého zničila hlavní město království Xoany stejně jako mnohá města a vesnice předtím. Díky této „vlastnosti“ si vysloužila charakteristickou přezdívku „cestující ničitelka měst, nepřítel všeho živého, holka, za kterou zůstává jen spoušť a zmatek“ (doslovná formulace krále Xoany – Morose).
Jak už bylo řečeno, mezi její nejoblíbenější kouzla patří Dračí binec, které vytvořil velký mág Lei Magnus. Název kouzla dle Linina vysvětlení vznikl zkomolením původního názvu Dračí bijec. Oficiálně je nejmocnějším kouzlem černé magie, účinkem srovnatelným s menším či větším jaderným výbuchem. Často ho použije i v případech, kdy by stačilo kouzlo slabší. Mezi další častá kouzla patří Ohnivá koule (Faiá bóru), Linina specialita, kterou používá v několika jí vyvinutých variantách. Ohnivou kouli používá jako relativně bezpečné trestací kouzlo. Ačkoliv u každého se síla kouzla liší, Lina neopomene říci, že dotyčný měl štěstí, že ho potrestala tak mírně (což je vzhledem ke stavu dotyčného Linin silně subjektivní dojem). Poslední dvě kouzla, které Lina s oblibou používá, je Mega zážeh (Mega burando) a Kulový zážeh (Basuto rondo), který sice nepůsobí tolik poškození, ale při dvojím užití, jako to má Lina ve zvyku, újmě nepřítel neujde. Lina má ovšem v rukávu ještě mocnější, zakázaná kouzla, a to Giga sílu, která vyvolává přímo Pána děsivých snů, Zlatého pána chaosu, stvořitele všeho. Udržet toto kouzlo pod kontrolou stojí Linu veškerou sílu, a pokud nemusí, nepoužívá ho, protože pokud by nad ním ztratila kontrolu, uvrhla by svět zpět do nicoty chaosu. V průběhu druhé série se naučí ještě jedno, a to Čepel Ragna, které používá pouze moc Pána děsivých snů. S tímto kouzlem dokáže Lina zabít nebo zranit i velmi mocné protivníky, které tvoří zpravidla mazoku, jako byl Gaav či Seygram, ale taky nadsvěťan Almayce, kterému poškodila vnější schránku. Opakované použití Čepela ragna Linu extrémně vyčerpává a je zapotřebí znehybňující taktiky, neboť Lina kouzlo udrží jen omezenou dobu, což znemožňuje souboj v pohybu. Každopádně každé použití Čepele Ragna i Giga síly vyžaduje magickou sílu násobící Démoní talismany, neboť hrozí, že se tato kouzla vymknou kontrole a způsobí neodvratnou zkázu.
Gourry Gabriev
Gourry Gabriev je ochráncem Liny po celou dobu seriálu (ale nikoliv ve filmech). Je to velice schopný šermíř a vlastník magického světelného meče Gorun Nova. Má dlouhé blond vlasy a sdílí s Linou její vášeň pro jídlo. Pravděpodobně trpí hyperaktivitou s poruchou pozornosti, neboť je neuvěřitelně tupý a ještě zapomnětlivý a jeho inteligence je tak často srovnávána s medúzou. Nicméně tuto skutečnost má na svědomí Gorun Nova, neboť ten, kdo Gorun Novu vlastní a používá v boji, přichází o svou paměť a schopnost koncentrace, pokud nebojuje, Přímým důkazem je Pokota, který vyrobil repliku Gorun Novy (série Slayers Revolution a Slayers Evolution-R) a stejně jako Gourry postupně „hloupne“. Pokud někdo chce, aby ho/ji pochopil, musí mu to vysvětlit, pak ještě jednou pomaleji, pak ho praštit a zařvat to na něj; Lina pro jistotu používá spíš Ránu kopru nebo rovnou Ohnivou kouli. Tím docílí, že bude vědět, o co jde, alespoň na půl dne. Pro lepší efekt se doporučuje opakování.
Zelgadis Greywords
Zelgadis Greywords je nejprve nájemným žoldnéřem, ale během první řady seriálu se přidá k Lině. Je čaroděj se zaměřením na šamanistickou magii (ale ovládá i něco z temné) a šermíř. Narodil se jako člověk, ale byl proměněn Rudým knězem Rezem v chiméru – teď je z třetiny člověk, z třetiny golem a z třetiny démon. Na jeho vzhledu se to projevuje purpurově zbarvenými drátěnými vlasy a modrou kamennou kůží (tedy jako kámen tvrdou, těžkou a vypadající). Se svojí podobou není spokojen, přestože se mu velmi hodí, že je díky své golemské části prakticky nezranitelný (ze sečných zbraní mu může ublížit jen Gorun Nova) a jeho démonská třetina mu propůjčuje nadlidskou rychlost. Většinu seriálu pátrá po způsobu, jak se proměnit zpět ve člověka, žádný ale nenajde.
Jeho nejmocnějším kouzlem a současně nejmocnějším kouzlem šamanistické magie je Rah Tilt, ale obvykle kouzla střídá.
Amelia Wil Tesla Seyruun
Amelia je mladá (15) kněžka a princezna Seyruunu. Jako kněžka je zaměřená na bílou magii, ale ovládá i šamanistickou (včetně Rah Tilt) a kromě čarování bojuje i pěstmi. Má neuvěřitelnou víru ve spravedlnost – zpočátku větší než její schopnost rozpoznat dobré od zlých. Ráda se předvádí: vyleze na nejvyšší bod na obzoru a vede přednášku o spravedlnosti. Zakončí ji propracovaným pádem na hlavu. Také má větší ňadra než Lina (přestože je mladší). Po čase to začne mezi ní a Zelgadisem trochu jiskřit.
Amelia se ke skupině přidává během první sezóny. Mezi sezónami sice tráví čas jinde, ale v prvním dílu se vždy opět přidá.
Sylphiel Nels Rada
Sylphiel je mladá (20) kněžka, která znala Gourryho než se setkal s Linou. Oslovuje ho zásadně jako „Gourry, Drahý“, ten si ale pamatuje jen jak skvěle vaří. Je chrámovou kněžkou skutečně silně specializovanou na bílou magii – zatímco její léčivá a ochranná kouzla jsou působivá, zbytek je spíš k smíchu … tedy až do konce druhé sezóny, kdy předvede Dračí Binec (Doragu Sureibu) s komentářem, že se toto kouzlo naučila kvůli Gourrymu.
Objevuje se na konci první a na konci druhé série.
Filia Ul Copt
Filia se poprvé objevuje v prvním díle třetí sezóny. Je kněžkou Ohnivého dračího krále a, jak zjistí diváci v prvním a postavy v druhém díle, je také zlatý drak (s blonďatými vlasy a růžovou mašličkou na ocasu). Má velký smysl pro čest a horlivě plní své „chrámové povinnosti“. V lidské podobě sebou nosí velký (a těžký) palcát a používá ho i na argumentaci (nebo když jí někdo uvede do rozpaků). Při proměně v draka je chvíli nahá (diváci to ovšem přes světelné efekty nevidí) a kvůli tomu se nechce proměňovat před lidmi – tedy pokud se nepřemění samovolně když se rozzuří (například kvůli Xellosovi). V dračí podobě má ničivý „laserový dech“. V obou podobách se umí teleportovat i další kouzla, ale nepoužívá je tak masově jako třeba Lina.
Xellos Metallium
Xellos se objevuje v druhém díle druhé sezóny a představuje se jako Xellos, záhadný kněz. Vydával se tedy za člověka, v devatenáctém díle se ovšem odhalí jako mazoku, démon resp. Obluda, a to velmi mocný – podle Gaava má být silnější jen Shabranigdo a pět démoních lordů. Draci se ho bojí poté, co jich velké množství zabil během Války pádu démonů před 1012 lety. Pro skupinu je Xellos překážka stejně jako pomoc – jde za svým cílem (nebo cílem svého nadřízeného), i když to znamená zradit přátele. Jeho patentní odpověď na smrtelně i méně důležité otázky je (vztyčí ukazováček a vesele pronese) „To je tajemství!“ (Sore wa himitsu desu!). Dokud se maskoval za člověka, používal veřejně jen klasická kouzla, poté se tím už neobtěžoval (stejně jako se neobtěžují ostatní mazoku) a navíc začal používat teleportaci, v případě mazoku vysvětlenou jako průchod přes astrál.
Mezi fanoušky je spor, zda se Xellos a Filia nenávidí, milují nebo obojí zároveň. Rozhodně se Xellos s Filií rádi „škádlí“ (rozzuřit jí k transformaci považuje Xellos za úspěch). Ovšem Xellosova první oběť nebyla Filia, nýbrž Lina a to tím způsobem, že ji použil jako loutku - viz díl, kdy se poprvé setkají a on jim poví o rukopisu knihy Claire, který vlastní bandité z tlupy se jménem Bouchači Bojovné Dračí Krve. Podruhé Xellos Linu použije, když se snaží chytit Valgaava. Lina to ovšem pochopí a poté, co ji Xellos přivítá se zklamaným výrazem, že se mu nepodařilo Valgaava chytit, ho Lina chytí do kravaty a začne ho škrtit. Ječí mu do ucha, kolikrát ji ještě zneužije, než bude spokojený. Ovšem zcela nejlepší lahůdkou Lině od Xellose je, když ji navnadí příběhem nebo povídačkou o tom, že nějaká věc by ve skutečnosti mohla být kniha Claire. Všem vám musí být jasné, že jde o lež. Xellos ovšem vždy situaci přinejmenším pomůže vyřešit. Fakt, že Lině zbude hladový žaludek, minimum kouzelné energie a spousta zbytečných problémů a nepříjemných vzpomínek je pro Xellose samozřejmě ta nejméně důležitá věc - on se vždy skvěle baví!!
Almayce
Almayce se stejně jako Filia objevuje až ve třetí řadě seriálu (The Slayers Try) . Původem je to nadsvěťan. Také pro nadsvěťany je Pán nočních můr stvořitelem všeho a je pro ně "Matkou jejich moci". Almayce se spojil s Valgaavem - poslední žijící přisluhovač Temného dračího krále Gaava - aby našel 5 zbraní lorda Darkstara (Gorun Nova - světelný meč, který vlastní Gourry dále Ragud mezegis - světelný oštěp, který Almayce půjčí Valgaavovi, pak Bodigar - světelnou sekeru, kterou přinese další nadsvěťan Erulogos, Nezzard - světelný zahnutý trojzubec a konečně Galvayra - světelný luk - nejmocnější z pěti.)
Almayce se objeví v chrámu ohnivého Dračího krále a chce po Nejvyšším starším, aby Gourry vydal Gorun Nova za to, že Almayce nepovolá Darkstara do světa lidí. Lina to ovšem kategoricky odmítne a po tužší rozmíšce s objevivším se Valgaavem, Linou, Filií a Xellosem Lina Almayce zraní pomocí Čepele Ragna (Raguna Bureedo). Almayce zemře když se dohaduje s Erulogosem, Xellosem a Siriusem, kdo zničí lidský svět - zdali Obludy (reprezentované Xellosem) nebo nadsvěťané kteří chtějí Darkstara povolat do světa lidí a zničit ho v něm. Krom jiného Lině ve valgaavově doupěti prozradí o co vlastně jde a jakým způsobem zahynul jeden z bohů - Volphied, který s Darkstarem bojoval a který jím byl poražen. (nicméně Darkstar nezvládl absorbovanou volphiedovu moc a vůli a zešílel)

## Božstva a démoni (mazoku)
Vládce nočních můr nebo také Pán děsivých snů (Lord of Nightmares)
Stvořitelské božstvo vesmíru Slayers a několika (patrně třech) dalších. Není jasné, jakého je pohlaví, patrně to pro něj/ní není důležité. Nepatří mezi laskavé a je uctíván (nebo uctívána) mazoku jako Matka všeho, jejich stvořitelka (občas nazývaná L-sama), stvořila ale také jejich protivníky ryuzoku (bohy) a zdá se, že není ani zlá – je prostě náladová. Je možné, že stvořila vesmíry pro své pobavení. Nemá vlastní hmotné tělo, ve světě se může zjevit jen je-li přivolána. Nejmocnější kouzla – Giga Slave a Ragna Blade (či Laguna Blade) – čerpají sílu z ní.
Zářící Drak Ceipheid (Flare Dragon Ceipheid)
Dračí král světa slayers, protivník Rubínookého Shabranigdo. V bitvě s ním ho rozdělil na sedm částí, sám zahynul a zbyly po něm části čtyři - dračí králové vody (Aqualord Ragradia), země (Earthlord Rangort), vzduchu (Airlord Valwyn) a ohně (Flarelord Valbazard). Fragment jeho vůle je usazený v Linině sestře Luně.
Vodní dračí král Ragradia
Jediná část Ceipheida vyskytující se v seriálu, a to ve formě Bible Claire.

### Mazoku
"Podřízení" Vládce nočních můr vládnou Čtyřem světům. Jmenují se Chaotic Blue, Dark Star, Rubínooký Shabranigdo a Death Fog.
Mazoku (rasa stvořená k zlu) nebo "Obludy" se nedají moc snadno zlikvidovat. Třeba Rubínooký Shabranigdo byl sice roztříštěn na sedm fragmentů, ale přesto nezemřel a přetrvával v jakési formě hibernace. Jeden ze sedmi fragmentů Rubínookého Shabranigda byl později oživen v Rudém knězi Rezovi, Králem Bohů Ceiphiedem. Další byl vzkříšen Démoním Králem Severu, ale vzápětí byl poražen Vodním Dračím Králem. Osud ostatních pěti fragmentů není znám.
I Shabranigdo měl své "podřízené." Jmenovali se Deep-Sea Dolphin, Dynast Grausherra, Greater Beast Zelas-Metallium, Chaos Dragon Gaav a Hellmaster Phibrizzo. Aby to nebylo tak jednoduché každý z těchto Mazoku měl ještě své pohůnky. Každý dva – jednoho na válečné akce a druhý byl knězem/kněžkou (V případě Zelas-Metallium je to tak, že její podřízený Xellos zastává jak roli vojáka, tak roli kněze...).
O Deep-Sea Dolphin se toho moc neví, jen to, že obývá Moře Démonů. Stejně tak tajemným zůstává i Dynast Grausherra, který žije na severním pólu. Zelas-Metallium se také moc neukazuje a její cíle nejsou moc jasné. Je reprezentována spíše Xellosem a sama si raději ponechává roušku tajemství. Místo, kde pravděpodobně přebývá, se nazývá Wolf Pack Island. Gaav je už trochu aktivnější. Je po něm i pojmenováno zaklínadlo černé magie, Zážeh Gaav. Toto kouzlo čerpá sílu z jeho vlastní. Gaav je také zodpovědný za zrod Valgaava. Jako jeden z mála ve Slayerech není Gaav v originále nazýván anglicky Chaos Dragon – i když se tak překládá – ale "ma-ryuu-ou." Phibrizzo si přál vládnout světu, dokonce ho chtěl zničit. Obýval Poušť Zničení a objevoval se v podobě malého, nevinně vyhlížejícího chlapce.

### Juu-oh (Král zvířat)
Greater Beast Zellas-Metallium
O Zellas je jen málo informací. Její lidská podoba má formu ženy, ne starší než 20 let, s dlouhými blond vlasy a velkým množstvím šperků. Překvapivě taky hodně kouří a pije. Její pravá podoba vypadá jako zvíře s vlčí hlavou, ostrými drápy, orlími křídly a brněním. Z pětky generálů je nejmladší a žije na WolfPack Islandu, který není vůbec zmapovaný a dokonce se na mapách ani neobjevuje. Místo toho, aby vládla jednomu válečníkovi a jednomu knězi, sloučila tato povolání v jedno a to zastává její pohůnek Xellos. Mezi lidmi se říká, že Zellosinou nejlepší přítelkyní je sestra Liny Inverse, Luna.

### Kai-ou (Král moře)
Deep Sea Dolphin
Je téměř neznámá. Jeden z mála faktů, který o ní víme, je ten, že jde o ženu s modrými vlasy, která nosí šaty v nebeské barvě a žije v The Demon Sea (Moři démonů). Se Zellas se navzájem nesnáší a lezou si na nervy. Nemá žádné posluhovače. Jako u každé Obludy (Mazoku) i u Dolphin jsou kouzla černé magie, které čerpají sílu přímo z ní a jsou to Dolph Zork (kouzlo, které vytvoří vlny tak ostré, že proniknou vším, co se na vodní hladině vyskytne), u kterého je potřeba velké množství vody, a Dolph Strash (šoková vlna v podobě oštěpu, která se pohybuje nadzvukovou rychlostí a má smrtící devastující účinek na cíl) u kterého voda vůbec potřeba není.

### Ha-ou (Svrchovaný vládce)
Dynast Grausherra
Další neznámý Mazoku. Ví se o něm to, že jeho lidská podoba představuje mladého muže s černými vlasy, ne staršího než 21 let. Žije na Severním pólu. Poroučí dvěma kněžím Grau a Grou a jednomu generálovi – tedy spíše generálce, protože to byla mladinká dívka – jménem Sherra, která ale byla zabita. Říká se, že Dynast Grausherra je nejnelítostnější z celé pětky generálů.

### Maryu-ou (Démoní dračí král)
Gaav, drak Chaosu
Gaav se setkává přímo s Linou Inverse a její partou a když zjistí, že Hellmaster chce Linu použít pro svůj plán, pokusí se ji zabít, aby znemožnil Hellmastrovi dostat, co chce. To vše se dá vysvětlit tím, co se stalo v Boji o vzkříšení Krále Démonů (Kouma-sensou). Bojoval s Vodním Dračím Králem a byl zabit. Později byl vzkříšen jako člověk zároveň se Shabranigdem a ostatními a Gaav vystupoval spíše proti nim než s nimi. Gaav má dlouhé rudé vlasy, nosí velký meč a je oděný v dlouhém žlutém plášti. Jednou z jeho schopností je proměňovat se v draka.

### Mei-ou (Král podsvětí)
Hellmaster Phibrizzo
Hellmaster je vůdce celé pětky generálů a je z nich tak logicky nejsilnější. Bere na sebe podobu osmiletého chlapce a sleduje Linu Inverse a její společníky. Dělá všechno možné pro to, aby dosáhl toho, že Lina použije Kouzlo Giga síla. Jeho nejsmrtelnější kouzlo je stvoření malé kuličky, která reprezentuje duši jeho oběti. Pokud rozdrtí kuličku, jeho oběť zahyne. Jeho podřízení – kněz a generál – byli zabiti v Boji o vzkříšení Krále Démonů. Jedním z kouzel černé magie, které povolává Hellmasterou sílu (resp. ji z něj čerpá) je Ragna Blast.

## Rasy

### Lidé
Svět Slayerů je plný lidí. Mnoho z nich je také schopno užívat různých kouzel. Magii může ovládat praktický každý, ale to, že někdo zná název Dračího Bince a jeho sílu ještě neznamená, že dokáže kouzlo uskutečnit. Neškolení lidé většinou ovládají jen jednoduchá kouzla jako třeba Záblesk. Jen někteří jedinci zvládnou třeba i telepatii...

### Elfové a víly
Příslušníci tohoto druhu jsou zpravidla velmi inteligentní, mají speciální schopnosti a žijí velmi dlouho. Málokdy se ukazují lidem. Je to proto, že byli často používáni v experimentech, kdy se lidé snažili vyvinout nová zaklínadla. Mnoho z nich bylo takto vyhubeno a tak je jasné, proč se radši před lidmi schovávají. Dokonce i Lina se potkala jen se třemi elfy.

### Pololidé a Příšery
Pololidé jsou inteligentní tvorové, ale liší se od běžných lidí fyzicky. Asi nejznámějšími pololidmi jsou trollové a skřeti. Příšery žijí, podobně jako Mazoku, v temnotě a od lidí se kompletně fyzicky liší. Existuje zde mnoho druhů oblud od čehosi v konzistenci slizu až po upíry. Příšery jsou vůči lidem velmi nepřátelské...

### Draci
Vedle Mazoku jsou draci nejsilnějším plemenem. Existuje několik druhů draků. Na vrcholu dračí hierarchie jsou Zlatí draci, kterým se také přezdívá "dračí šlechta" a vládnou ohromnou inteligencí a kouzly. Pak jsou zde rovněž Dimos draci, zdánlivě nejsilnější druh žijící na v horách Kataart. Bílí draci nejsou příliš silní (na lidi by si ale troufnout mohli), ale na druhou stranu ovládají lidský jazyk. Níže pak jsou plazmoví draci, hlubinní hadi, jehloví hadi, obrnění hadi a nespočet dalších druhů... Inteligentnější druhy draků jsou schopny přeměňovat se do lidské podoby a zpět podle své vůle a jsou velmi mocnými uživateli magie, na druhou stranu jiné, podřadnější druhy jsou intelektem, schopnostmi i chováním na úrovni zvířat.
Draci, kteří hovoří lidskou řečí, jsou většinou mírumilovní a s lidmi nebojují, pokud nejsou vážně vyprovokováni. Ale ostatní draci z nižších ras mohou zaútočit už jen při prvním zahlédnutí lidské postavy někde na blízku. Tito draci nedokáží používat kouzla a spíše využívají brutální sílu. Draci nejsou s ani proti lidem. Spíše zaujímají neutrální pozici.

### Zvířata a rostliny
Většina rostlin a zvířat se shoduje s těmi v našem světě. U Slayerů ovšem existuje Beastmaster, který dokáže manipulovat se zvířaty. Ale i tak si lidé dokázali s některými zvířaty vytvořit pouto a tím, že k nim byli přátelští, mohli je na oplátku požádat o nějakou tu výpomoc. Například Naga se takhle skamarádila s medúzami...

### Bohové
Ve světě Slayerů existuje jen bůh Ceiphied a jeho "podřízení" Zemní Dračí král, Vodní Dračí Král, Nebeský Dračí Král a Ohnivý Dračí Král. Ke každému z těchto bohů se lidé modlí v různých chrámech, které jim zasvětili. V době Liny zůstal už jen fragment Vodního Dračího Krále v podobě Knihy Claire, jako ztělesněné vědění, a duše Ohnivého Dračího Krále sídlí v sestře Liny, Luně. Navíc, stručně řečeno, bohové jsou obyčejným lidem k ničemu.

### Mazoku
Stvoření chaosu, jež vznikla rukou Rubínookého Shabranigda, Krále Démona. Ten stvořil prvních pět hlavních, nejmocnějších Mazoku, kteří si zase vytvořili své vlastní podřízené, mazoku nižší kategorie. Mazoku (též zvaní Obludy) jsou rasa, která nepatří nikam a k lidem a ostatním druhům mají daleko. Ovládají velmi mocná kouzla, mimo jiné jsou schopni přemisťovat se průchodem přes astrál i na velké vzdálenosti v rozmezí několika málo sekund. Způsob jakým se rodí, myslí a dokonce i jí se prostě liší od ostatních tvorů (s výjimkou Xellose a Shayly, kteří dokázali celkem slušně napodobovat).
Mazoku nemají fyzické tělo a existují výhradně na astrální rovině. Aby se mohli objevit v lidském světě, musí se zhmotnit; obvykle se zformují do podoby lidského těla. Toto tělo je však jen pouhou iluzí a pokud je poškozeno, jeho majiteli to nijak neublíží.

## Historie
Bitva mezi Ceiphiedem a Shabranigdem
Před věky, kdy byly stvořeny sféry, začala bitva mezi Drakem Ceiphiedem a Rubínookým Shabranigdem. Nikdo neví, jak dlouho se tyto moci mezi sebou měřily, ale zřejmě se tento boj odehrál před 5000 lety. Rubínooký Shabranigdo byl roztříštěn na sedm kusů, zatímco Ceiphied se potopil do Oceánu Chaosu. Shabranigdo však nebyl zničen, byl pouze oslaben. Ceiphied po sobě však také něco zanechal – své čtyři části. Byl to Zemní Dračí Král, Vodní Dračí Král, Ohnivý Dračí Král a Nebeský Dračí Král. Ti měli za úkol chránit svět před Rubínookým Shabranigdem. V ostatních světech boj ještě zdaleka neskončil.
Kouma-sensou (Boj o vzkříšení Krále Démonů)
Jde o boj mezi Vodním Dračím Králem a Králem Démonů Severu. Tato válka byla způsobena Hellmasterem Phibrizzem před 1000 lety. Na začátku bitvy zaútočily Obludy (Mazoku) na Draky obývající Dračí Štít. Obludy stále stupňovaly svůj útok, což je důkazem toho, že Hellmaster nijak nespěchal s útokem na Vodního Dračího Krále. Jak se zdá, právě toto probudilo Rubínookého Shabranigda, který vypustil své části mezi lidi...
Jedna ze sedmi částí Shabranigda byla vzkříšena jako Král Démonů Severu, který pak vyhlásil válku Vodnímu Dračímu Králi. Obludy poté stvořily "božskou-plovoucí plošinu" tím, že umístily Hellmastera Phibrizza, Deep Sea Dolphin, Mocnou šelmu Zellas-Metallium a Dynast Grausherra na sever, jih a východ a na západě na vrcholek Hor Kataart, kde sídlí Vodní Dračí Král. To Vodního Dračího Krále oslabilo. Užitím Draka Chaosu jako média se Králi Démonů podařilo vyrovnat rozdíly mezi 1/4 Ceiphieda a 1/7 Shabranigda.
Na konci byl Vodní Dračí Král poražen, ale zároveň Král Démonů zůstal uvězněn v Horách Kataart. Tahle obrovská bitva zasáhla jak lidi, tak elfy, Draky a Obludy. Jako výsledek této bitvy byla síla Bohů, která představovala jednu z mála zbraní proti Obludám, ztracena.

### Známé historické osobnosti
Mág Shaazard Lugandi
Ostatní mágové ho nazývají "Velkým." Zhruba polovina magických pomůcek, která je ve světě k dostání, je vytvořena právě tímto čarodějem.
Mág Luo Glaon
Jeden z Pěti Velkých Mudrců. Svůj život zasvětil výzkumu v zájmu Bílé Magie.
Mág Rei Magnus
Legendární mág, který stvořil kouzla jako je například Dragon Slave a Nárazová Vlna…
Rudý kněz Rezo
Další z Pěti Velkých Mudrců. Zařekl se, že nebude sloužit království a bude pomáhat jen těm,
kteří to potřebují a které potká při svých cestách zeměmi. Znovuzrození Rubínookého Shabranigda byl Rezovým kamenem úrazu…

### Časová osa světa Slayerů
První odkazy
Rubínooký Shabranigdo a Drak Ceiphied spolu bojují.
Před zhruba 5000 lety
Shabranigdo je rozdělen na sedm částí. Drak Ceiphied po sobě zanechává čtyři fragmenty svého já a potápí se do Oceánu Chaosu.
Před zhruba 1000 lety
Hellmaster Phibrizzo vyvolává Boj o vzkříšení Krále Démonů. Během této doby se probouzí sedm částí Shabranigda. Společně s Obludami Démoní Král Severu zaútočí na Vodního Dračího Krále na Horách Kataart. Král Démonů sice zvítězí, ale nemůže hory Kataart opustit.
Před 120 lety
Kouzelná šelma Zanaffar se zjeví v městě Sairaagu, ale je poražen hrdinou vlastnícím Světelný Meč.
Před 20 lety
Dirus II., vládce království Dirus, zaútočí na Krále Démonů Severu. Jeho armáda je poražena a Dirus sám je zaklet hrozným Raugnut Rusyavuna.

## Seriály
- Slayers (26 dílů)
- Slayers Next (26 dílů)
- Slayers Try (26 dílů)
- Slayers Revolution (13 dílů)
- Slayers Evolution-R (13 dílů)

## Filmy
- Slayers Perfect
- Slayers Return
- Slayers Great
- Slayers Gorgeous
- Slayers Premium

## Speciály
- OVA Slayers Special (3 díly)
- OVA Slayers Excellent (3 díly)

## Hry
Podle Slayers bylo také uděláno 5 počítačových her, především na konzole. (Slayers Royal, Slayers Royal 2, Slayers Wonderful, Slayers a Slayers Hyper). Byla také vytvořena stolní podoba Slayers v systému D20.